# Bulbophyllum trifilum
Bulbophyllum trifilum är en orkidéart som beskrevs av Johannes Jacobus Smith. Bulbophyllum trifilum ingår i släktet Bulbophyllum och familjen orkidéer.

## Underarter
Arten delas in i följande underarter:
- B. t. filisepalum
- B. t. trifilum